# Nada do que Foi Será
"Nada do que Foi Será" é o ducentésimo décimo quarto episódio da série A Grande Família e o primeiro da sétima temporada.

## Sinopse
Marilda e Beiçola acham estranho a família de Lineu ainda não ter regressado das férias. No aeroporto, todos esperam pelo voo, que se atrasa. Bebel conta para Nenê que está esperando um filho de Agostinho. No entanto, ele não sabe e consegue com fazer com que eles embarquem antes dos outros passageiros. Marilda descobre que Paulão gastou o dinheiro que ela emprestou para comprar um presente para sua esposa.

## Audiência
O episódio marcou a estreia da sétima temporada e registrou 39 pontos de média e 60% de share, mesmo resultado obtido pela então novela das oito, Paraíso Tropical.